# Goerodella ramosa
Goerodella ramosa är en nattsländeart som beskrevs av Martin E. Mosely 1949. Goerodella ramosa ingår i släktet Goerodella och familjen kantrörsnattsländor. Inga underarter finns listade i Catalogue of Life.